# Pušča
Pušča este o localitate din comuna Murska Sobota, Slovenia, cu o populație de 547 de locuitori.